# Thalasseus sandvicensis

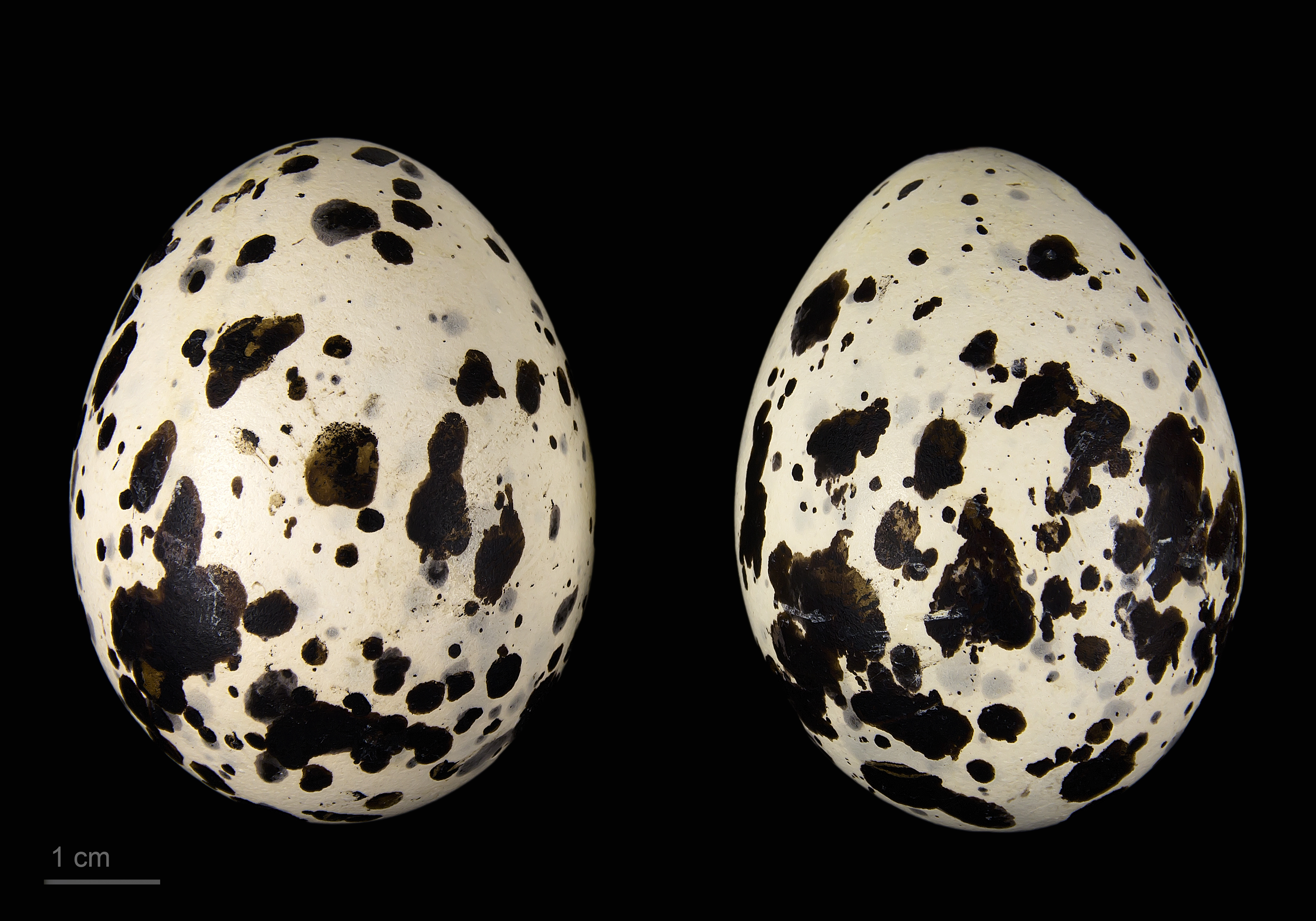
Thalasseus sandvicensis

Nhàn mào sandwich (Thalasseus sandvicensis) là một loài chim trong họ Laridae. Chúng có quan hệ họ hàng rất gần với loài nhàn mào nhỏ (T. bengalensis), nhàn mào Trung Quốc (T. bernsteini), nhàn mào Cabot (T. acuflavidus), và nhàn mào thanh lịch (T. elegans) và đã được biết đến là thường lai tạo với loài nhàn mào nhỏ. Chúng sinh sản ở Palearctic từ châu Âu đến biển Caspi, trú đông đến Nam Phi, Ấn Độ và Sri Lanka.